# Грудза
Грудза (пол. Grudza, нім. Birngrütz) — село в Польщі, у гміні Мірськ Львувецького повіту Нижньосілезького воєводства.
Населення — 232 особи (2011).
У 1975-1998 роках село належало до Єленьогурського воєводства.

## Демографія
Демографічна структура станом на 31 березня 2011 року:
|          | Загалом | Допрацездатний вік | Працездатний вік | Постпрацездатний вік |
| -------- | ------- | ------------------ | ---------------- | -------------------- |
| Чоловіки | 117     | 18                 | 89               | 10                   |
| Жінки    | 115     | 28                 | 64               | 23                   |
| Разом    | 232     | 46                 | 153              | 33                   |